# Quinto Cecilio Metelo Escipión
Quinto Cecilio Metelo Escipión (en latín, Quintus Caecilius Metellus Scipio; m. Hippo Regius, 46 a. C.) fue un político y militar romano del siglo I a. C. Perteneciente por nacimiento a los Cornelios Escipiones, una familia patricia, fue adoptado por un miembro de los Cecilios Metelos, una de las más importantes familias plebeyas.

## Biografía

### Familia
Era hijo natural del pretor del año 94 a. C., Publio Cornelio Escipión Nasica, y de Licinia, una hija de Lucio Licinio Craso; y nieto de Publio Cornelio Escipión Nasica, cónsul del año 111 a. C., y de Cecilia, hija de Metelo Macedónico. A través de su abuela era descendiente por tanto, de la familia de los Metelos, en la que fue adoptado posteriormente. Antes de su adopción llevaba el nombre de Publio Cornelio Escipión Nasica, de ahí que su nombre se dé de diversas formas: Publio Escipión Nasica, Quinto Metelo Escipión o Metelo Escipión.
Su nombre completo (Q. Caecilius Q. f. Metellus Pius Scipio) aparece en un senatus consultum. Apiano equivocadamente le da el prenombre de Lucius. Fue adoptado por Quinto Cecilio Metelo Pío.

### Carrera política hasta la pretura
Metelo aparece por primera vez mencionado en 63 a. C. cuando dio información a Cicerón sobre la conjuración de Catilina. En 60 a. C. fue elegido tribuno de la plebe. Acusado de soborno en las elecciones por el candidato derrotado, Marco Favonio, fue defendido por Cicerón. En el año 59 a. C. ejerció como tribuno de la plebe e ingresó en el colegio de pontífices. En 57 a. C. celebró juegos de gladiadores en honor de su difunto padre adoptivo, Quinto Cecilio Metelo Pío. 
Edil en 57 a. C. y pretor en 55 a. C., aspiró sin éxito al consulado en el año 53 a. C., compitiendo con Plaucio Hipseo y Milón. Tuvo el apoyo de Publio Clodio. Los candidatos recurrieron al soborno desvergonzado y se produjeron serios disturbios en las calles durante la elección, en buena parte fomentados por Gneo Pompeyo —que quería ser nombrado dictador y, de esta manera, disponer de poder para aplastar a Julio César de quien estaba celoso—. Los comicios no pudieron realizarse y, cuando fue asesinado Clodio a comienzos del 52 a. C., el senado consintió el nombramiento de Pompeyo Magno como cónsul único en febrero de 52 a. C.

### Consul suffectus
Metelo no tardó en entrar en relación con el poderoso triunviro. Fruto de esta colaboración fue el matrimonio de Pompeyo con su hija Cornelia en 52 a. C., quien se convirtió en su quinta mujer. Metelo e Hipseo fueron acusados de soborno durante los comicios, pero solo Hipseo fue condenado. El 1 de agosto del 52 a. C. Pompeyo hizo a Metelo Escipión su colega de consulado y este le ayudó a reforzar su poder contra César. Pompeyo entró entonces al partido aristocrático al que pertenecía Escipión.  
Una de las primeras leyes que hizo aprobar fue la restauración del poder de los censores, del que habían sido privados por Clodio, con la intención de expulsar del Senado a los partidarios de César. En 51 a. C. propuso en el Senado la asignación de las provincias consulares de las Galias, que fue considerada una declaración de hostilidad contra César.

### Guerra civil
En 49 a. C. Metelo Escipión apoyó la propuesta del cónsul Lucio Cornelio Léntulo Crus por la cual César debía licenciar su ejército si no quería ser declarado enemigo de la República. Cuando la propuesta fue vetada por los tribunos Marco Antonio y Quinto Casio Longino, Escipión instó al inicio de las hostilidades sin escuchar las propuestas de paz. Como consecuencia de esto, los dos tribunos huyeron de la ciudad para reunirse con César. Este cogió las armas y, poco después, cruzó el Rubicón, detonante de la segunda guerra civil.
En la división provincial que realizó el Senado, le tocó Siria en calidad de procónsul para 49 a. C. Su administración es relatada de manera oscura por César  cuando señala que Metelo Escipión logró el título honorífico de imperator combatiendo a los habitantes del monte Amanus, aumentando los impuestos e incurriendo en numerosas extorsiones. Después de recoger grandes cantidades de dinero y de juntar un número considerable de tropas, pasó el invierno en Pérgamo dejando su provincia sin protección ante posibles ataques de los partos.
En el año 48 a. C. se estaba preparando para saquear el templo de Diana en Éfeso cuando fue llamado por Pompeyo, puesto que César había cruzado a Grecia. César envió a Domicio Calvíno a Macedonia y a Lucio Casio Longino a Tesalia para oponerse a las fuerzas de Metelo Escipión. Según César, no hubo enfrentamiento aunque otros escritores señalan lo contrario. En todo caso Metelo Escipión no fue capaz de unirse a Pompeyo hasta que la victoria de este último en Dirraquio obligó a Calvino a regresar con César. Entonces Escipión tomó posesión de Larisa y a continuación se reunió con Pompeyo; los líderes aristocráticos, seguros de la victoria, empezaron a pelearse por el reparto de cargos que seguiría a esta y Escipión tuvo un violento altercado con Domicio Enobarbo y Léntulo Espínter por el cargo de pontifex maximus que César poseía.

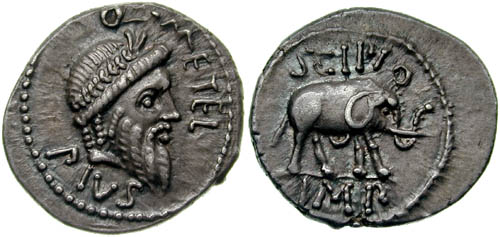
Denario acuñado por Metelo Escipión en África en 47/46 a. C.

En Farsalia luchó al frente de dos legiones en el centro de las tropas pompeyanas y se enfrentó a su antiguo adversario, Domicio Calvino.
Después de la batalla huyó a Corcira y después a África, donde se unió a las fuerzas de Catón el Joven. Gracias a la influencia de Catón obtuvo el mando supremo por tener rango consular, por encima de Publio Atio Varo. Metelo Escipión quería destruir Útica para contentar al rey Juba I de Numidia, pero Catón consiguió impedirlo. Su conducta en África parece que fue tan opresiva como lo había sido en Siria: saqueó y asoló el país. A finales de diciembre del 47 a. C. César desembarcó en África y en abril del 46 a. C. derrotó a Juba y a Metelo Escipión en la decisiva batalla de Tapso. Tras la derrota, Metelo trató de huir a Hispania, pero una tempestad arrastró sus naves de vuelta a las costas africanas, siendo derrotado por la flota cesariana de Publio Sittio en las costas de Hippo Regius. Sin escapatoria, se apuñaló y se lanzó al mar donde murió. 
Escipión nunca mostró ninguna prueba de habilidades sorprendentes, ya sea en guerra o en paz, y el papel destacado que jugó en estos tiempos turbulentos era principalmente debido a sus conexiones, siendo un Escipión por nacimiento, Metelo por adopción y, por el matrimonio de su hija, suegro de Pompeyo. En público, Escipión se mostró cruel, vengativo y opresivo; en privado, era avaro y licencioso, incluso más allá de la media de mayoría de sus contemporáneos.